# 長腿
《長腿》（英語：Longlegs）是2024年美國恐怖驚悚片，由奧茲·柏金斯執導兼編劇，瑪嘉·夢露、尼可拉斯·凱吉、布萊爾·安德伍、艾莉西亞·維特、蜜雪兒·蔡-李（Michelle Choi-Lee）與達科他·戴爾比主演。電影講述了一名聯邦調查局（FBI）探員追查神秘的連環殺手。該殺手在美國各地謀殺了多個家庭，而他本人卻沒有親自參與犯罪活動。
《長腿》2024年7月12日於美國上映，影評界口碑正面，並在全球取得超過1.28億美元的票房佳績。

## 劇情
1990年代，新進FBI探員李·哈克奉命調查一樁離奇的連環殺人案，案件的共通點為家中都有一位女兒14號生日，且現場無外人闖入痕跡，在遇害這天他們似乎都收到了一尊等身大小的瓷娃娃。隨著調查的進行，更多複雜的超自然證物不斷出現，哈克意外發現自己竟然與這名崇拜撒旦的連環殺手「長腿」有著不尋常的連結，面對這驚人的真相，哈克必須竭盡所能，在殺手再次行兇前將他繩之以法。 
1974年奧勒岡州，一名攜帶拍立得的小女孩聽到神秘的聲音，尋聲前往並遭遇一名精神不穩定的蒼白男子。
1990年代，具有幻視能力的FBI探員李·哈克在上司威廉·卡特的命令下調查在奧勒岡所發生，包含數起謀殺式自殺命案的兇殺事件，每個案發家庭的父親在殺死家人後隨即自殺，並留下用撒旦教符號撰寫的加密信件，寄件人署名「長腿」，信件的筆跡皆不屬於任何一名家庭成員。李發現每個家庭都有一名在當月14號出生的9歲女孩，而謀殺案皆發生於女孩生日的前後六天之内，每件謀殺案在日曆上能夠连成超自然的三角符號，不过其中一天的日期暂时是缺失的。 李在與母親露絲談話時，收到一張來自長腿的加密生日賀卡，警告她若揭發寄件人，最終會導致母親遭到毒手。
李與卡特循線找到一個埋藏著高能金屬球體的瓷娃娃，而在前往精神病院對長腿唯一的倖存者嘉莉·安·卡麥拉進行偵訊，其在不久前被一名冒用李名義的人士造訪。卡特對李以及長腿間的聯繫起疑，進而發現露絲在李的9歲生日1天前報警說有闖入者意圖接近李。卡特鼓勵李去跟露絲談談，而露絲帶領她去看自己孩提時的東西，進而發現一張拍下蒼白男子面孔的拍立得照片，顯示長腿就是在李幼年時造訪她的男人。李提交照片作為證據後，長腿隨即被捕，當李發現缺少的日期就是自己的生日後，她生怕長腿的共犯會犯下另外一樁謀殺案。長腿在偵訊時宣稱自己為「樓下的男人」效忠，提示露絲在所有謀殺案中也有一份後隨即自殺身亡，李也在不久後得知嘉莉·安也自殺而亡。
布朗寧探員開車把李載去母親家，隨後，李目擊露絲手持獵槍殺害布朗寧。露絲接著破壞一尊與李相像的瓷娃娃，造成她昏死過去。李發現露絲自她的童年開始就是長腿長期以來的共犯，長腿逼迫露絲在女兒的性命與為他做事这兩個選項中選擇，使得她不得不就範才使李被饒恕。長腿便定居於哈克家地下室，製作撒旦崇拜的人偶並由扮演修女的露絲送往受害家庭中，影響父親殺害全家。李的娃娃則封鎖了她對長腿的記憶並令她受到長腿的法術影響。
在地下室甦醒的李聽見電話傳來惡魔般的聲音警告她威廉·卡特的女兒露比的9歲生日派對即將開始，驱使李趕往卡特家救人。卡特一家的死亡會填滿缺失的日期，完成長腿的三角符號。她在趕到後發現露絲已把娃娃送到卡特家，全家都被娃娃中附著的邪念附身。在卡特殺死妻子安娜後，李為了保護露比而將其射殺。露絲此時掏出匕首攻擊李，逼得李為了自衛而開槍射殺母親。正當李試著破壞娃娃時，沒有任何子彈擊發，她絕望地望著娃娃，催促著露比趕緊離開。

## 演員
- 瑪嘉·夢露 飾演 李·哈克（Lee Harker），一名辦理長腿謀殺案的FBI探員。[8]
  - 蘿倫·阿卡拉（Lauren Acala） 飾演 少女時期的李·哈克[9]
- 尼可拉斯·凱吉 飾演 戴爾·費迪南·科波／長腿（Dale Ferdinand Kobble / Longlegs），一名受到FBI追查，難以捉摸的連環殺手。 [8]
- 布萊爾·安德伍（英语：Blair Underwood） 飾演 威廉·J·卡特探員（Agent William J. Carter），李的其中一名長官。[9]
- 艾莉西亞·維特 飾演 露絲·哈克（Ruth Harker），李虔信宗教的母親。[9]
- 蜜雪兒·蔡-李（Michelle Choi-Lee） 飾演 布朗寧探員（Agent Browning），李的其中一名長官。
- 達科他·戴爾比（英语：Dakota Daulby） 飾演 何瑞修·費斯克探員（Agent Horatio Fisk），李的搭檔。[10]
- 琪蘭·席普卡 飾演 嘉莉·安·卡麥拉（Carrie Anne Camera），長腿的唯一倖存者。[9]
  - 瑪莉亞·荷西（Maila Hosie） 飾演 少女時期的嘉莉·安
- 麗莎·錢德勒（Lisa Chandler） 飾演 卡麥拉太太（Mother Camera）[10]
- 傑森·戴（英语：Jason Day (actor)） 飾演 卡麥拉先生（Father Camera）
- 艾琳·波伊斯（Erin Boyes） 飾演 FBI探員[10]
- 愛娃·凱爾德斯（Ava Kelders） 飾演 露比·卡特（Ruby Carter）
  - 萊拉·麥金塔（Rryla McIntosh） 飾演 成年的露比·卡特（Adult Ruby Carter）[10]
- 查爾斯·賈曼（Charles Jarman） 飾演 教士[10]
- 卡梅爾·艾米特（Carmel Amit） 飾演 安娜·卡特（Anna Carter）
- 彼得·詹姆斯·布萊恩（英语：Peter James Bryant） 飾演 資深FBI探員

## 製作
2022年11月，據報導指出奧茲·柏金斯將執導並一部自行編劇的電影。尼可拉斯·凱吉（以旗下土星影業名義）簽約並作為製片並主演該恐怖驚悚片中的連環殺手 。2023年2月，瑪嘉·夢露加入劇組飾演FBI探員李·哈克，次月，艾莉西亞·維特與布萊爾·安德伍加入劇組。
主體攝影於2023年1月16日至2023年2月23日在英屬哥倫比亞溫哥華進行，安德烈斯·阿羅奇（Andrés Arochi）擔綱主要攝影師。

## 上映
2023年2月，霓虹在柏林國際影展獲得了本片的北美發行權本片在2024年5月31日於洛杉磯Beyond Fest影展試映。本片2024年7月12日在美國、英國與台灣上映，台灣由車庫娛樂代理。

## 反響

### 影評
在爛番茄網站上，基於288條評論，本片具有86%新鮮度，平均評分為7.5  /10。
電影無法度網站的J·赫特多（J. Hurtado）宣稱《長腿》是「一部由將藝術與焦慮以令人驚恐又毫不神聖的方式匯集而成的傑作，每幀影格都令人發惡夢，而這美極了。」。血腥作嘔網站作家蜜根·納瓦洛（Meagan Navarro）稱讚本片的演出與氣氛，並稱「《長腿》是時髦且永恆的，不斷滲出著幽閉恐懼與腐敗。」 /電影的比爾·布里亞（Bill Bria）表示《長腿》是「2024最嚇人的恐怖片」，並強調本片的「搖滾魂」。

## 外部連結
- 互联网电影数据库（IMDb）上《長腿》的资料（英文）